# La Salle les Alpes
La Salle-les-Alpes är en kommun i departementet Hautes-Alpes i regionen Provence-Alpes-Côte d'Azur i sydöstra Frankrike. Kommunen ligger  i kantonen Le Monêtier-les-Bains som ligger i arrondissementet Briançon. År 2022 hade La Salle-les-Alpes 919 invånare.

## Befolkningsutveckling
Antalet invånare i kommunen La Salle-les-Alpes
Referens:INSEE